# Língua de sinais de Ban Khor
A língua de sinais de Ban Khor (em Portugal: língua gestual de Ban Khor) é a língua de sinais (pt: língua gestual) usada pelos cerca de 1000 surdos de uma comunidade cultivadora de arroz, em áreas remotas de Isan, nordeste da Tailândia.
Esta língua se desenvolveu há cerca de 60-80 anos, devido à alta taxa de surdos desta comunidade. Provavelmente esta é uma língua isolada, independente das 5 línguas de sinais conhecidas na Tailândia, assim como da língua de sinais nacional (língua de sinais tailandesa). No entanto, esta última, cada vez mais, exerce uma grande influência na língua de sinais de Ban Khor.